# Farbelo
Farbelo (en griego, Φάρβηλος) fue una antigua ciudad griega de la península Calcídica. 
Perteneció a la Liga de Delos puesto que aparece en los registros de tributos a Atenas entre los años 454/3 y 433/2 a. C., así como en el decreto de tasación de tributos del año 422/1 a. C. Es probable que fuera una de las ciudades que se rebelaron contra Atenas en el año 432 a. C. pero se desconoce su localización exacta.
Farbelo es mencionada por Esteban de Bizancio, que señala únicamente que era una ciudad de los eretrieos, lo cual se ha interpretado considerando que Farbelo fue fundada por colonos de Eretria pero también se ha sugerido que esta Farbelo pudiera ser una ciudad ubicada en Eubea, en territorio de Eretria.